# Кадочніков Олег Петрович
Ка́дочніков Оле́г Петро́вич нар. 1959, м. Спаськ-Дальній, Приморський край, Росія — український літератор, педагог і громадський діяч.

## Біографія
Народився 17 квітня 1959 у м. Спаськ-Дальній Приморського краю (нині у складі Росії). Випускник факультету російської філології Вінницького педагогічного інституту (1981). Кандидат філологічних наук (1991). Закінчив докторантуру Московського педагогічного державного університету (2007). Від 1984 р. викладає у вузах Вінниці — Вінницькому державному педагогічному університеті, Вінницькому інституті МАУП та ін. Автор понад 75 наукових робіт. Учасник численних філологічних, літературознавчих та краєзнавчих конференцій.

Одружений. Має дітей, онуків.

## Творчість
Оригінальна творчість російською мовою. Автор соціально-психологічних, фантастичних, гумористичних оповідань, повістей, віршів, які поєднують риси літературного реалізму та модернізму. Публікації у періодиці України та Росії, зокрема оповідання «Ожидание» — в альманасі «Блики» (Архангельськ); повісті «Некролог», «Браиловская легенда», оповідання «Случай с солдатом», «Тульчинский сон» та ін.

Редагував міську газету «Резонанс», релігійну телепрограму «Неопалима купина». Видавець літературної газети «Поле» (від 1994 р.), укладач кількох чисел науково-популярного збірника «Константинополь».

Член Спілки письменників Росії

## Громадська діяльність
Пов'язана з пропагуванням активного діалогу української та російської культур. Від 1992 р. очолює Вінницьку обласну організацію «Русь», від 2005 р. — Російсько-український культурно-просвітницький центр у Вінницькій області «Співвітчизники». Довгі роки — натхненник і керманич філософсько-літературного об'єднання «Поле» (з 1991 р.), Асоціації російських і російськомовних письменників Вінниччини, товариства російської культури у м. Вінниці, громадської організації «Русское собрание». Засновник та ініціатор численних всеукраїнських, обласних та міських конференцій, фестивалів, виставок та проектів, зокрема — ЛІТО «Сучасник», лекторію «Золотое кольцо», щорічних виставок Російської художньої та історико-освітньої книги, авторів та видавців Поділля, Кирило-Мефодіївських читань, Пушкінських днів на Вінниччині, конференцій, присвячених творчості Достоєвського, Чехова, Астаф'єва. Один з організаторів Всеукраїнського фестивалю поезії на Поділлі «Підкова Пегаса», громадської ініціативи «Вінницький Дім поета» (від 2009 р.), краєзнавчих експедицій по історичних місцях помешкання старовірів на Поділлі та ін.

## Нагороди
- Державні нагороди України та Росії, адміністрацій Вінницької області та міста, державних і громадських організацій;
- Літературно-мистецька премія «Кришталева вишня» (1995, 1997);
- Переможець поетичного конкурсу «Малахітовий носоріг» (2006);
- Премія МСПУ імені Молодої Гвардії (2013).